# Nachthimmel

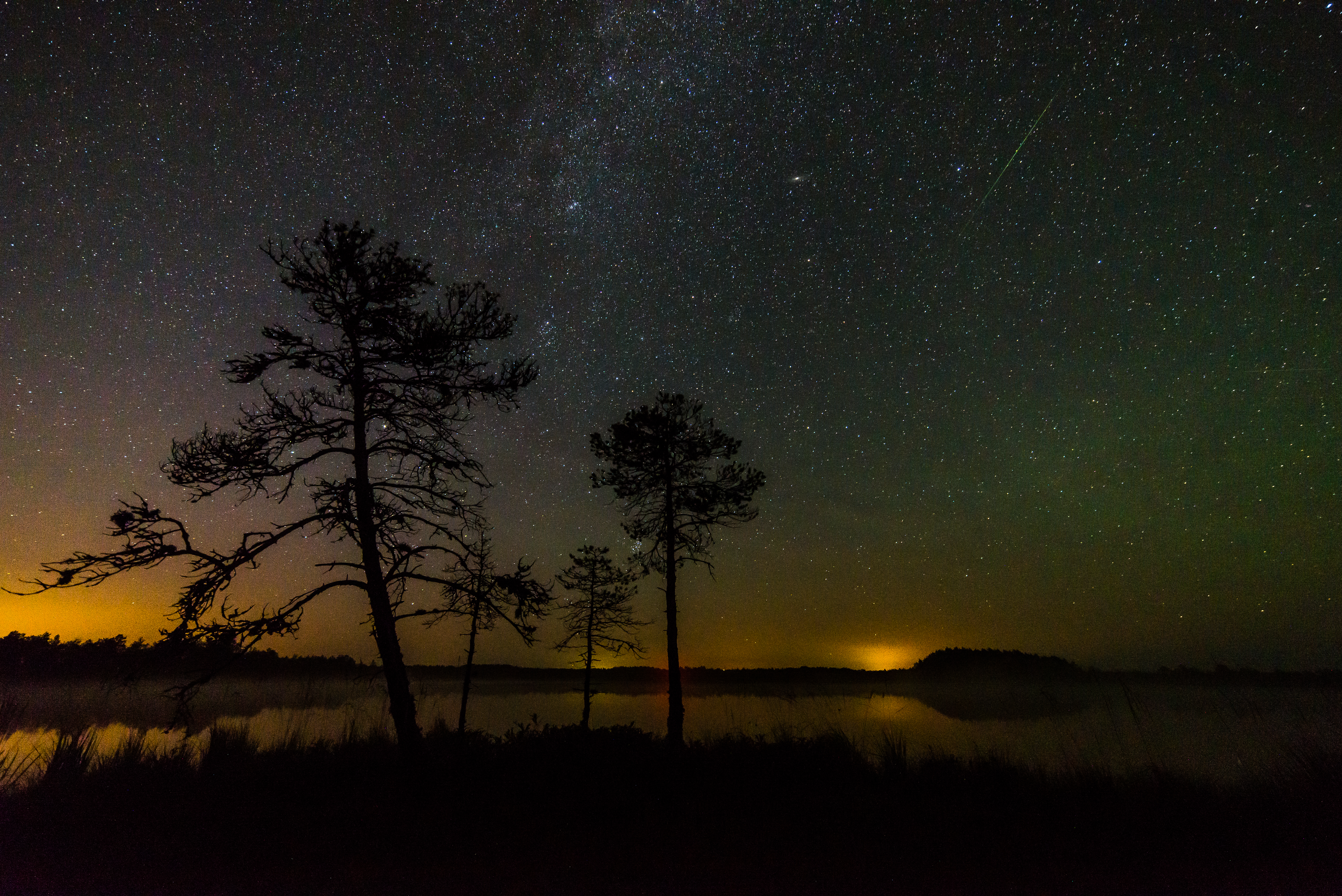
Nachthimmel über einem Moor in Estland mit Lichtverschmutzung, die am Horizont sichtbar ist

Als Nachthimmel wird der dunkle Himmel in der tiefen Dämmerung bzw. in der Nacht bezeichnet. In der Astronomie versteht man darunter vor allem den sternklaren Himmel, das heißt den Nachthimmel bei geringer oder keiner Bewölkung und guter Sichtbarkeit des Sternhimmels.
Zeitlich eingegrenzt wird der Begriff durch den Zeitraum zwischen der Abend- und Morgendämmerung, das heißt, wenn die Sonne mehr als 12° unter dem mathematischen Horizont des betreffenden Ortes steht. Bei diesem Tiefenwinkel und reiner Luft ist der Landschafts-Horizont nur mehr schwach zu erkennen, jedoch eine größere Anzahl von Sternen. Vollständige Dunkelheit kann aber erst herrschen, wenn die Sonne mehr als 18° unter dem Horizont steht (Ende der astronomischen Abenddämmerung beziehungsweise Beginn der astronomischen Morgendämmerung).
Von gutem Nachthimmel spricht man, wenn sich keine starken Lichtquellen in der Nähe befinden, wie zum Beispiel im Gebirge, in Naturschutz- und Lichtschutzgebieten oder auf hoher See. 
Der Himmelsanblick einige Stunden vor bzw. nach der Dämmerung wird oft als Morgenhimmel respektive Abendhimmel bezeichnet.

## Dämmerung
Der Übergang von der Helligkeit des Tages zur Dunkelheit der Nacht heißt Dämmerung und wird von der Streuung des Sonnenlichts in der Erdatmosphäre verursacht. Sie dauert in Mitteleuropa je nach Jahreszeit zwischen 1 und 1½ Stunden und wird wissenschaftlich dreifach unterteilt:
- Bürgerliche Dämmerung (Lesen im Freien möglich, zwischen Sonnenuntergang und 6° Tiefenwinkel der Sonne)
- Nautische Dämmerung (Horizont und hellste Sterne sichtbar, Farben noch teilweise erkennbar; Tiefenwinkel der Sonne 6–12°)
- Astronomische Dämmerung (Übergang zur vollständigen Dunkelheit und zum Nachtsehen, Tiefenwinkel der Sonne 12–18°).

## Sichtverhältnisse bei Nacht
Der Helligkeitsunterschied zwischen Tages- und Nachthimmel beträgt bei klarem Wetter etwa 1 : 1 Milliarde, bei Bewölkung etwas weniger. Diesen großen Unterschied gleicht das menschliche Auge durch den Übergang vom Zapfen- zum Stäbchensehen aus; diese sehr lichtempfindlichen Sehzellen können aber keine Farben sehen, sondern nur Grautöne. Bei Nacht ist daher ein Farbsehen nur bei sehr hellen Gestirnen und an hell beleuchteten Flächen möglich – was zum Spruch „bei Nacht sind alle Katzen grau“ geführt hat.
Insgesamt kann sich das menschliche Auge an Helligkeitsunterschiede von 1:100 Milliarden anpassen, wofür es jedoch etwa 1 Minute (dunkel → hell) bzw. 15 Minuten (hell → dunkel) benötigt. Der letztgenannte Übergang geht in der Jugend rascher vor sich als im Alter, weshalb zum Beispiel ältere Autofahrer viel mehr durch Blendung gefährdet sind als jüngere. Die letzten Stufen der Hell-Dunkel-Adaptation werden bereits durch eine geringfügige Beleuchtung (insbesondere durch blauhaltiges Licht) gestört, weshalb Astronomen zum Betrachten von Sternkarten nur ein sehr mattes rötliches Licht verwenden.
Der Nachthimmel ist auch bei guter Wetterlage nie völlig schwarz – abgesehen von wenigen Fällen in der Raumfahrt. Aufhellend wirken neben dem Mond und der Bewölkung u. a. Staubteilchen in der Lufthülle – insbesondere in der Dunstglocke über größeren Städten – und die sogenannte Lichtverschmutzung durch nach oben gerichtete Straßenlampen bzw. Scheinwerfer (zum Beispiel Disco-Strahler). Auch im günstigsten Fall (ohne jede Fremdbeleuchtung) gibt es eine geringfügige Aufhellung des Nachthimmels durch das sog. Rekombinationsleuchten der Luftmoleküle in den ersten Nachtstunden.
Weitere Aufhellungen haben astronomische Ursachen, zu denen (gereiht nach Größe des Effekts) gehören:
- der Mond, der in den Tagen um Vollmond jede hochqualitative Himmelsaufnahme verhindert, sie aber auch schon als schmale Mondsichel beeinträchtigt,
- Aerosole in der höheren Atmosphäre, zum Beispiel Saharastaub und fein verteilte vulkanische Asche.,
- Polarlichter (Aurora) und leuchtende Nachtwolken (dünne Eiswolken in der Mesosphäre),
- zeitweilig das Zodiakallicht (Feinstaub in der Ekliptik),
- die Lichtstreuung der helleren Sterne in der Troposphäre.

Die Aufhellungen des terrestrischen Nachthimmels bewirken, dass auch mit den größten Spiegelteleskopen keine Sterne schwächer als etwa 23m beobachtet werden können. Diese Grenze, die einigen Kerzenstärken in Mondentfernung entspricht, kann nur durch Weltraumteleskope überschritten werden.

## Himmelsaufnahmen
Mit lichtstarken Fotoobjektiven und hochempfindlichen Filmen oder Digitalkameras kann man auf Standorten im Hochgebirge bis zu einigen Stunden belichten, bevor die Aufhellungen als „Grauschleier“ wirksam werden und die schwächeren Sterne vom Bildhintergrund überstrahlt werden. Am Rand einer Großstadt verringert sich diese maximale Belichtungszeit auf wenige Minuten. Bei flächenhaften Himmelsobjekten wird diese Einschränkung noch wesentlich deutlicher spürbar, weshalb man in Städten beispielsweise das leuchtende Band der Milchstraße nur mehr ganz selten sehen kann.
Wichtige Überlegungen zur Helligkeit des Nachthimmels und zur Struktur des gesamten Universums stellte um 1800 der Bremer Arzt und Amateurastronom Wilhelm Olbers an. Seine Frage, warum uns der Nachthimmel überhaupt dunkel erscheint, ist unter der Bezeichnung „Olberssches Paradoxon“ bekannt geworden.

## Helligkeit
Das Maß der Lichtverschmutzung kann mit Hilfe der Bortle-Skala angegeben werden. Zur Bestimmung mit optischen Hilfsmitteln gibt es verschiedene Seeing-Skalen.
Die Helligkeit des Nachthimmels in einer Stadt liegt bei ca. 19 mag/arcsec² (4000 S10). Unter optimalen Bedingungen (Hochgebirge, Sternenparks) sinkt sie unter 21,6 mag/arcsec² (370 S10). Der Anteil des Airglows liegt bei 150 S10, der des Zodiakallichts bei 60 S10. Nahe dem Horizont muss das Sternenlicht mehr als 40 Luftmassen L passieren und wird nahezu ausgelöscht. Gemäß der Abschätzung
{\displaystyle m_{\text{Beobachtung}}=m_{\text{Stern}}-0{,}3\cdot L}
verliert man drei Größenklassen, wenn man Sterne bereits bei 10 Grad über dem Horizont, entsprechend ca. 5 Luftmassen, beobachten möchte (siehe auch Extinktion).
Die Flächenhelligkeit des Himmels wird mit einem Sky Quality Meter gemessen.